# Festa della Madonna di Porto
La festa della Madonna di Porto si svolge a Gimigliano in provincia di Catanzaro, ha una durata di tre giorni, il rituale civile-religioso inizia infatti la domenica di Pentecoste e si conclude la sera del martedì.

## Storia
Il Quadro raffigura una variante della “Madonna di Costantinopoli” (Vergine che offre il suo seno al Bambino il quale volge, assieme alla madre, al popolo il Suo sguardo: fissando gli occhi della Madonna e del Bambino è possibile constatare che essi seguono, da ogni angolazione esso si pone, l'osservatore) che, a seguito del suo radicamento miracoloso, nella tradizione locale venne chiamata “Madonna di Porto”. La genesi che portò alla modifica da "Madonna di Costantinopoli" a "Madonna di Porto" è fatta risalire ad oltre due secoli addietro, quando la vergine apparve in sogno ad un brigante - tale Pietro Gatto -, che stazionava nella contrada Porto di Gimigliano, e gli chiese la costruzione, in loco, di una "CONA", indicandogli il luogo cui poter prelevare della calce in pietra; Pietro Gatto, non trovando riscontro favorevole da parte dei muratori locali, costruì personalmente la "CONA" e si convertì a vita migliore. Di seguito, intorno alla "CONA" sorse una piccola chiesetta, ancora ben conservata e aperta al pubblico).
La tradizione, plurisecolare, elenca una lunga serie di miracoli della “Madonna di Porto” e la vuole miracolosa sin dalla sua riproduzione pittorica (Achiropita; per tradizione si racconta che il pittore Marcangione aveva delineato una bozza dell'immagine della Madonna di Costantinopoli, pervenuta da Napoli al parroco di Gimigliano, rimandando, dopo un digiuno di ispirazione, il prosieguo del lavoro al giorno successivo e che con grande sorpresa il mattino seguente trovò il dipinto splendidamente completato da mani angeliche; venuti a conoscenza dell'evento i compaesani del pittore cercarono di trattenere il quadro nella loro terra, ma le autorità di allora, adite dai gimiglianesi, decretarono che esso doveva essere consegnato alla parrocchia di Gimigliano che l'aveva commissionato), nonché in vicende legate sia a calamità naturali e belliche (es. epidemie di peste, terremoti, occupazione dei francesi: durante l'occupazione la bellezza dell'immagine indusse il generale che guidava le truppe francesi ad asportarla dal trono della Chiesa e trasportarla nell'accampamento di Catanzaro; venne quindi riposta in un armadio, ma durante la notte una luce intensa illumino l'armadio cui era stato riposto il dipinto della Madonna ed il generale impressionato dall'evento decise di riportare in processione solenne l'effigie a Gimigliano - l'avvenimento è dato risalire all'anno 1807; infatti nel 2007 è stato celebrato il bicentenario ) sia alla soluzione radicale di problemi di salute ai credenti.
Il Quadro è stato oggetto di due restauri ad opera di massimi esperti romani e in tutte e due i viaggi a Roma è stata benedetta da Paolo VI (27 febbraio 1974) e Giovanni Paolo II (26 febbraio 1997).
Nel 1984(6 ottobre) Papa Wojtyla durante il Suo viaggio in Calabria l'aveva incoronato nello stadio di Catanzaro.

## Il rito

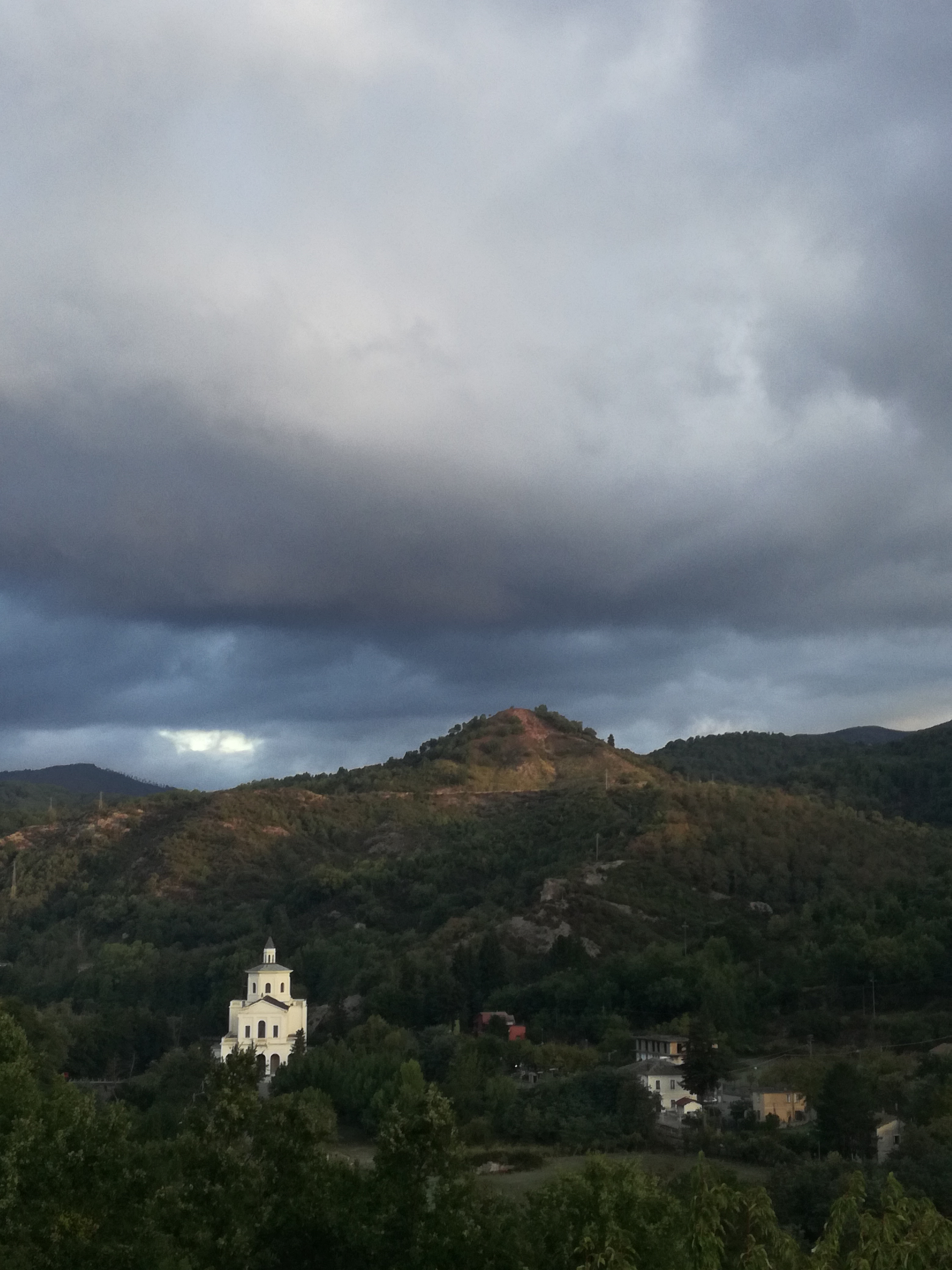
Santuario Diocesano

Il rituale religioso: ricorrenza annuale coincidente col martedì di Pentecoste. Nelle giornate di lunedì e Martedì di Pentecoste, si registra un afflusso continuo di migliaia di pellegrini che arrivano, anche durante la notte, per lo più a piedi, dalle diverse località della provincia e della regione. Essi sostano prima nella Cattedrale di Gimigliano -che custodisce il Quadro al quale, come detto, viene attribuito un completamento pittorico di natura Acheropita-, per poi recarsi, sia in processione, sia in gruppo autonomo, nella località Madonna di Porto. ove ha sede la vecchia chiesetta, che incorpora la “cona” di Pietro Gatto. Adiacente a detta chiesetta sorse il Santuario Diocesano che è stato elevato, dal 1º maggio 2013, a "Basilica Minore Madonna di Porto". (Sua eminenza il Cardinale Antonio Cañizares Llovera -Prefetto della “Congregazione per il Culto Divino e la Disciplina dei Sacramenti”-, accompagnato dall'Arcivescovo Mons. Vincenzo Bertolone, nonché da autorità civili, militari e religiose, dopo una breve visita di preghiera presso la Chiesa Madre di Gimigliano sul cui Altare Maggiore è custodito il miracoloso Quadro della Madonna di Costantinopoli, venerata come "Madonna di Porto", ha ufficializzato l'elevazione, del Santuario, a Basilica Minore e celebrato la Santa Messa).
Nella giornata del martedì successivo alla Pentecoste, dopo la Santa Messa, il Quadro viene deposto dall'Altare Maggiore e, dopo la benedizione ai fedeli, posto nella "vara". Una serie di otto portatori, seguita dai numerosissimi fedeli, avvia così la processione verso la località Madonna di Porto". Poco dopo l'arrivo della processione si assiste alla tradizionale "CUNFRUNTA", con la statua di S. Giuseppe, e infine il Quadro della Vergine e la statua di S.Giuseppe vengono accolte, da una folla giubilante, nella Basilica dove viene celebrata, in forma solenne, la Santa Messa, presieduta dall'Arcivescovo di Catanzaro/Squillace,
Nel 2000 il Santuario dedicato a "Maria Santissima di Porto" fece parte dei "13 Santuari Mariani Giubilari" della Calabria.
La posa della prima pietra del "nuovo Santuario" è fatta risalire al 6 luglio 1947, ad opera dell'allora arciprete di Gimigliano Giuseppe Pullano , mentre la cerimonia di consacrazione del "nuovo Santuario di Porto", alla quale intervennero il Cardinale Egidio Vagnozzi e l'allora Arcivescovo dell'Arcidiocesi di Catanzaro Armando Fares Arcidiocesi di Catanzaro-Squillace, risale al 2 luglio 1977. Quindi, dopo solo 36 anni, si registra, per una precisa volontà dell'Arcivescovo Mons. Vincenzo Bertolone, l'elevazione del Santuario a Basilica Minore.

## Tradizioni, durante la processione
Tradizionalmente durante la messa di Pentecoste viene offerto e acceso, a turno, da uno dei sindaci della provincia una “lampada votiva”. La “Madonna di Porto” è stata proclamata, a conclusione di un iter durato circa dieci anni, “Patrona dell'intera provincia di Catanzaro”, capoluogo della Calabria. Il “Quadro miracoloso” prima della processione viene inserito nella “vara” (un supporto molto pesante costruito in metallo) e viene trasportato, scortato dalle forze dell'ordine, a spalla da 8 persone, guidate da altre per evitagli danni durante il passaggio nelle strette vie del paese. Una delle bande musicali presenti nei tre giorni della festa accompagna la processione che si snoda lungo un percorso montano, detto  “via del monte”, per oltre 5 km. Una volta giunto nella località sede del Santuario la “Madonna di Porto” viene fatta incontrare (cunfrunta) con la statua di San Giuseppe.

## Tradizioni religiose e profane
Durante la breve corsa della "cunfrunta” viene accesa una batteria di fuochi pirotecnici e subito dopo l'immagine della Madonna e la statua di San Giuseppe vengono introdotti in Chiesa e vi restano per tutto il giorno. Segue la venerazione continua dei moltissimi fedeli (se ne calcolano in media oltre diecimila) che, anche a piedi, hanno raggiunto Gimigliano e seguito il percorso processionale, ovvero di quanti hanno ritenuto di raggiungere direttamente la sede dell'ex Santuario -ora Basilica Minore. Al tramonto, sempre trasportato a spalla e scortato, avviene, interessando parte della strada provinciale, il rientro a Gimigliano; dopo l'arrivo della “Madonna di Porto” al “Paese” segue un'altra “cunfrunta” con altra statua di San Giuseppe, custodita nella Cattedrale di Gimigliano. Essa è molto attesa dalla massa di pellegrini che hanno seguito le varie fasi della festa. Segue la conclusione della processione, questa volta lungo le vie della parte Sud-ovest del “Paese”. L'immagine miracolosa, protetta dalla “vara” resta esposta sull'altare maggiore della Cattedrale, dedicata al SS. Salvatore, fino alla domenica successiva alla Pentecoste. A conclusione della settimana "mariana" viene celebrata una solenne liturgia e dopo una mini processione all'interno della Chiesa, il “Quadro della Madonna” viene riposto sul Trono dell'Altare Maggiore.
I festeggiamenti civili prevedono concerti di musica bandistica e leggera e l'accensione di fuochi pirotecnici, sia durante i tre giorni di festa, sia durante le “cunfrunte”,nonché dopo il rientro in Chiesa della processione.

## Pellegrinaggio (25 aprile)
La località, sede del Santuario dedicato alla Madonna di Porto, è oggetto, anche, di un annuale "pellegrinaggio diocesano", curato dalla "Diocesi di Catanzaro". Anche in questa occasione, che ricorre con la coincidenza del 25 aprile (Festa della Liberazione), si registra un notevole afflusso di fedeli/pellegrini provenienti dall'intera regione.

## Fonti
Tradizione orale ed ecclesiastica locale, rielaborata dal dott. Nicola Iacopino.
Lo storico Domenico Lamannis  scrisse nella Sua opera "La Gran Madre di Dio" (Napoli, 1829): ..."Pervenuta era alla mia patria Gimigliano la fama delle grazie, che si ottenevano mercé l'invocazione della Vergine sotto il titolo di Costantinopoli, e non solo in Napoli, ma in ogni dove erasi estesa la devozione, e non solo nei casi di peste, ma per ogni altro flagello"...; si veda anche nota bibliografica del Lamannis.